# Chaville
Chaville település Franciaországban, Hauts-de-Seine megyében. Lakosainak száma 20 198 fő (2022. január 1.). Chaville Meudon, Vélizy-Villacoublay, Viroflay, Ville-d’Avray és Sèvres községekkel határos.

## Népesség
A település népességének változása:
| Lakosok száma | 19 717 | 20 001 | 20 617 | 20 520 | 20 702 | 20 771 | 20 524 | 19 991 | 20 198 |
|               | 2013   | 2015   | 2016   | 2017   | 2018   | 2019   | 2020   | 2021   | 2022   |